# Knezsevo (Kratovo)
Knezsevo (macedónul: Кнежево) település Észak-Macedóniában, a Északkeleti körzetben, Kratovo községben.

## Népesség
| Lakosok száma | 519  | 521  | 431  | 371  | 172  | 91   | 89   | 64   | 12   |
|               | 1948 | 1953 | 1961 | 1971 | 1981 | 1991 | 1994 | 2002 | 2021 |

- 2002-ben 64 lakosa volt, akik mindannyian macedónok.